# Velký Beranov
Velký Beranov är en ort i Tjeckien.   Den ligger i regionen Vysočina, i den centrala delen av landet, 120 km sydost om huvudstaden Prag. Velký Beranov ligger 530 meter över havet och antalet invånare är 1 269.
Terrängen runt Velký Beranov är platt. Runt Velký Beranov är det ganska glesbefolkat, med 45 invånare per kvadratkilometer. Närmaste större samhälle är Jihlava, 5,6 km väster om Velký Beranov. Omgivningarna runt Velký Beranov är en mosaik av jordbruksmark och naturlig växtlighet.